# Montauban Challenger 1998
Il Montauban Challenger 1998 è stato un torneo di tennis facente parte della categoria ATP Challenger Series nell'ambito dell'ATP Challenger Series 1998. Il torneo si è giocato a Montauban in Francia dal 30 giugno al 5 luglio 1998 su campi in terra rossa.

## Vincitori

### Singolare
Edwin Kempes ha battuto in finale  Wolfgang Schranz con il punteggio di 7–5, 6–3

### Doppio
Eduardo Nicolas-Espin /  Germán Puentes hanno battuto in finale  Edwin Kempes /  Rogier Wassen con il punteggio di 7–5, 7–5